# Drzonowo (Szczecinek)
Pour les articles homonymes, voir Drzonowo.
Drzonowo (en Allemand : Schönau), est un village de la gmina de Biały Bór, situé dans le powiat de Szczecinek en voïvodie de Poméranie-Occidentale dans le nord-ouest de la Pologne.

## Géographie

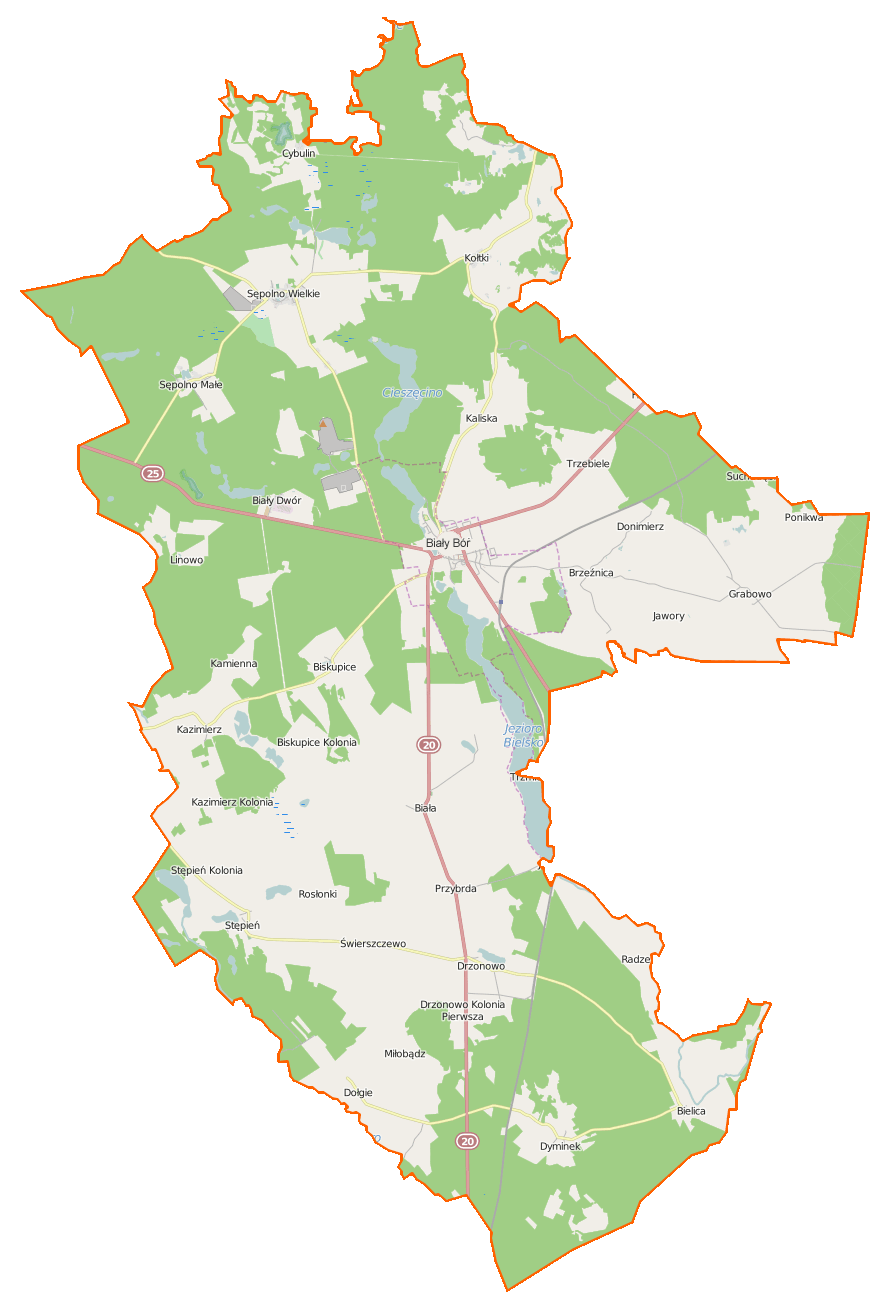
Carte de la gmina de Biały Bór.

Il se situe à environ 10 km au sud de Biały Bór, à 16 km au nord-est de Szczecinek et à 156 km à l’est de la capitale régionale, Szczecin.

## Histoire
Le village faisait partie de l’Allemagne avant 1945. 

## Personnalité
- Margarete Bieber (1879-1978), y est née.